# Panama (città)
Panama (in spagnolo: Ciudad de Panamá; nome completo: Nuestra Señora de la Asunción de Panamá), con 890 000 abitanti, e con una popolazione totale nell'area metropolitana di 1 063 000 abitanti, è la capitale dell'omonimo Stato, situata nell'entrata sull'Oceano Pacifico del canale di Panama. La città di Panama è il principale centro politico, amministrativo e culturale del paese ed è in continua espansione.

## Storia
La città venne fondata il 15 agosto 1519 da Pedro Arias Dávila. Nel giro di pochi anni dopo la sua fondazione divenne un punto di partenza per l'esplorazione e la conquista del Perù e un luogo di transito per l'argento e l'oro diretto in Spagna attraverso l'istmo. Nel 1671 Henry Morgan con una banda di 1 400 uomini la attaccò e saccheggiò, per poi darle fuoco. Le rovine della città vecchia resistono tuttora e sono una popolare attrazione turistica, conosciute come "Panamá la Vieja" (Vecchia Panama). Venne ricostruita nel 1673 in una nuova area a circa 8 chilometri a ovest-sudovest rispetto alla città originaria. Questo luogo è conosciuto come il "Casco Viejo" (Centro Vecchio) della città.
La scoperta dell'oro in California nel 1848 portò a un incremento dei viaggiatori che attraversavano l'istmo per raggiungere la costa occidentale del Nord America. Durante l'anno precedente, era stata fondata la compagnia della Panama Railway, ma la ferrovia non divenne operativa fino al 1855. Tra il 1848 e il 1869 circa 375 000 persone attraversarono l'istmo dall'Atlantico al Pacifico e circa 225 000 nella direzione opposta. Questo traffico aumentò sensibilmente la prosperità della città durante quel periodo.
Ovviamente, la costruzione del canale di Panama rappresentò un notevole vantaggio per le infrastrutture e per importanti operazioni di crescita. Di particolare rilievo sono i miglioramenti nell'ambito della sanità e delle strutture igieniche portate dalla presenza statunitense nella zona del canale. Ciò include il debellamento della febbre gialla e della malaria e l'introduzione di un primo sistema di purificazione e fornitura d'acqua. Tuttavia, gli operai per la costruzione del canale, che in gran parte furono fatti arrivare dai Caraibi, crearono tensioni razziali e sociali senza precedenti nella giovane città.
Durante la seconda guerra mondiale, la costruzione di basi militari e la presenza di un largo numero di militari e civili statunitensi portò la città a un livello mai raggiunto di prosperità. I panamensi avevano un accesso limitato (o molto spesso non lo avevano) a molte aree della zona del canale: alcune di queste aree erano basi militari accessibili unicamente al personale USA. Si creò una certa tensione fra gli abitanti di Panama e i cittadini statunitensi residenti nella zona del canale; questa tensione scaturì il 9 gennaio 1964 negli eventi conosciuti come Giorno dei Martiri.
Negli ultimi anni settanta e durante gli anni ottanta Panama è diventata un centro bancario internazionale, attirando di conseguenza molta attenzione quale centro internazionale di riciclaggio di denaro. Nel 1989, dopo quasi un anno di tensione fra gli Stati Uniti e Panama, il presidente statunitense George H. W. Bush ordinò l'invasione del paese per destituirne il capo, il generale Manuel Noriega.
Dopo che nel 1999 le truppe statunitensi avevano lasciato il paese, la città accolse un gran numero di cittadini stranieri, soprattutto canadesi, colombiani e israeliani, che stabilirono in città la loro residenza, in particolar modo nelle zone residenziali ad alto sviluppo immobiliare, come ad esempio Punta Pacifica, Marbella, Punta Paitilla, Bella Vista e altre.
Nel 2019 ha ospitato la XXXIV Giornata mondiale della gioventù.

## Geografia fisica
La città è situata sull'oceano Pacifico, all'ingresso del Canale a 0 m di altitudine. La città si estende a est e a nord, in una regione pianeggiante e spaziosa che sale progressivamente fino a raggiungere un'altitudine di 30 metri in città, in una zona di 100 km² (16 km - 7 km). Il punto più alto è il Cerro Ancon, sulla cui sommità sventola la bandiera di Panama, la quale può essere ammirata dalla città.
La città è attraversata da sei fiumi: Cárdenas, Curundú Matasnillo, Matías Hernández, Rio Abajo, Juan Diaz, Tapia Tocumen.

## Geografia antropica

### Suddivisioni amministrative
La città di Panama è suddivisa in 13 comuni (corregimientos):
- San Felipe
- El Chorrillo
- Santa Ana
- Calidonia o La Exposición
- Curundú
- Betania
- Bella Vista
- Pueblo Nuevo
- San Francisco
- Parque Lefevre
- Río Abajo
- Juan Díaz
- Pedregal

Il centro storico si trova nel comune di San Felipe, mentre i comuni di Calidonia, Bella Vista, San Francisco e Parque Lefevre sono le zone in cui vi è stata maggiore espansione edilizia.

## Istruzione
La città ha scuole pubbliche e private, alcune delle quali sono bilingue (spagnolo / inglese). L'istruzione superiore è guidato da due grandi università pubbliche: l'Università di Panama e l'Università Tecnologica di Panama. Ci sono università private, come la Universidad Católica di Santa María La Antigua, l'Università Interamericana, e l'Università Latina di Panama.

## Patrimonio culturale
Panamá La Vieja è il nome usato per reperti archeologici e architettonici della storica e monumentale prima città spagnola fondata sulla costa del Pacifico da Pedro Arias de Avila, il 15 agosto 1519. Questa città fu l'inizio delle spedizioni che conquistarono l'Impero Inca del Perù nel 1532. Era anche uno scalo per una delle vie commerciali più importanti del continente americano che ha portato alla famose fiere di Nombre de Dios e Portobelo, dove transitò la maggior parte dell'oro e dell'argento di Spagna estratti in America.
Il centro storico è stato considerato un Patrimonio dell'umanità. Dopo che il primo insediamento fu distrutto dalle malattie e dagli attacchi dei pirati (Henry Morgan, il più memorabile), la città si trasferì su una penisola rocciosa che era più sicura e più facile da difendere. Nel 1673 fu fondato quello che oggi è ufficialmente chiamato il centro storico, ma è noto anche come San Felipe, Catedral e più in generale, Casco Viejo.

## Infrastrutture e trasporti
La città ha una infrastruttura di trasporto che permette il movimento di merci e passeggeri tra l'interno dell'area metropolitana e il resto del Paese. Negli ultimi anni, le infrastrutture di trasporto della città sono in un continuo processo di modernizzazione e di espansione in tutti i settori.
La città ha due superstrade, note come corredores. Il Corredor Norte collega la città con le aree storiche della Zona del Canale e la periferia centrale situata a nord. Il Corredor Sur, da parte sua, si estende dalla zona di San Francisco per la vicinanza dell'Aeroporto di Tocumen International, e comprende una parte marittima che attraversa parte della baia di Panama.
Gli autobus sono i principali mezzi di trasporto pubblico, 800 000 panamensi utilizzano quotidianamente questo mezzo, sia all'interno della città sia nel resto del paese. Il terminal centrale degli autobus, noto come La Gran Terminal de Tranporte, è situato ad Albrook, vicino all'aeroporto Marcos A. Gelabert e all'Albrook Mall. Da questa stazione, partono le rotte all'interno della città, alla provincia e anche rotte verso l'America centrale.
All'interno delle aree urbane, i passeggeri vengono trasportati sugli autobus popolarmente conosciuti come diavoli rossi. Attualmente si è in una fase di modernizzazione dei bus, con la realizzazione di un nuovo sistema chiamato Metrobus, che ha incominciato il suo servizio per il corridoio nord e per quello sud.
La città è servita dall'Aeroporto Internazionale di Tocumen.
L'Aeroporto Internazionale di Tocumen (chiamato Aeroporto PTY), è il principale aeroporto internazionale che serve Panama. L'aeroporto si trova a circa 22 chilometri (circa 30 minuti in auto) dal centro di Panama City ed è facilmente raggiungibile con la metropolitana, l'auto, Uber e taxi ufficiali. 
L'Aeroporto Internazionale di Tocumen ospita sia voli domestici che internazionali ed è un importante hub delle Americhe, collegando Sud America, i Caraibi e Nord America, ed è gateway principale e il più grande aeroporto dell'America Centrale, con voli per oltre 60 città tra Europa e America, gestendo più di 15 milioni di passeggeri nel 2022. La maggior parte delle principali compagnie aeree offre voli diretti per Panama da varie destinazioni internazionali
Gli altri 2 aeroporti nella città, l'Aeroporto Internazionale Albrook “Marcos A.Gelabert” (PAC) e l'Aeroporto Internazionale Panama Pacifico (BLB), sono principalmente utilizzati per voli domestici o brevi.

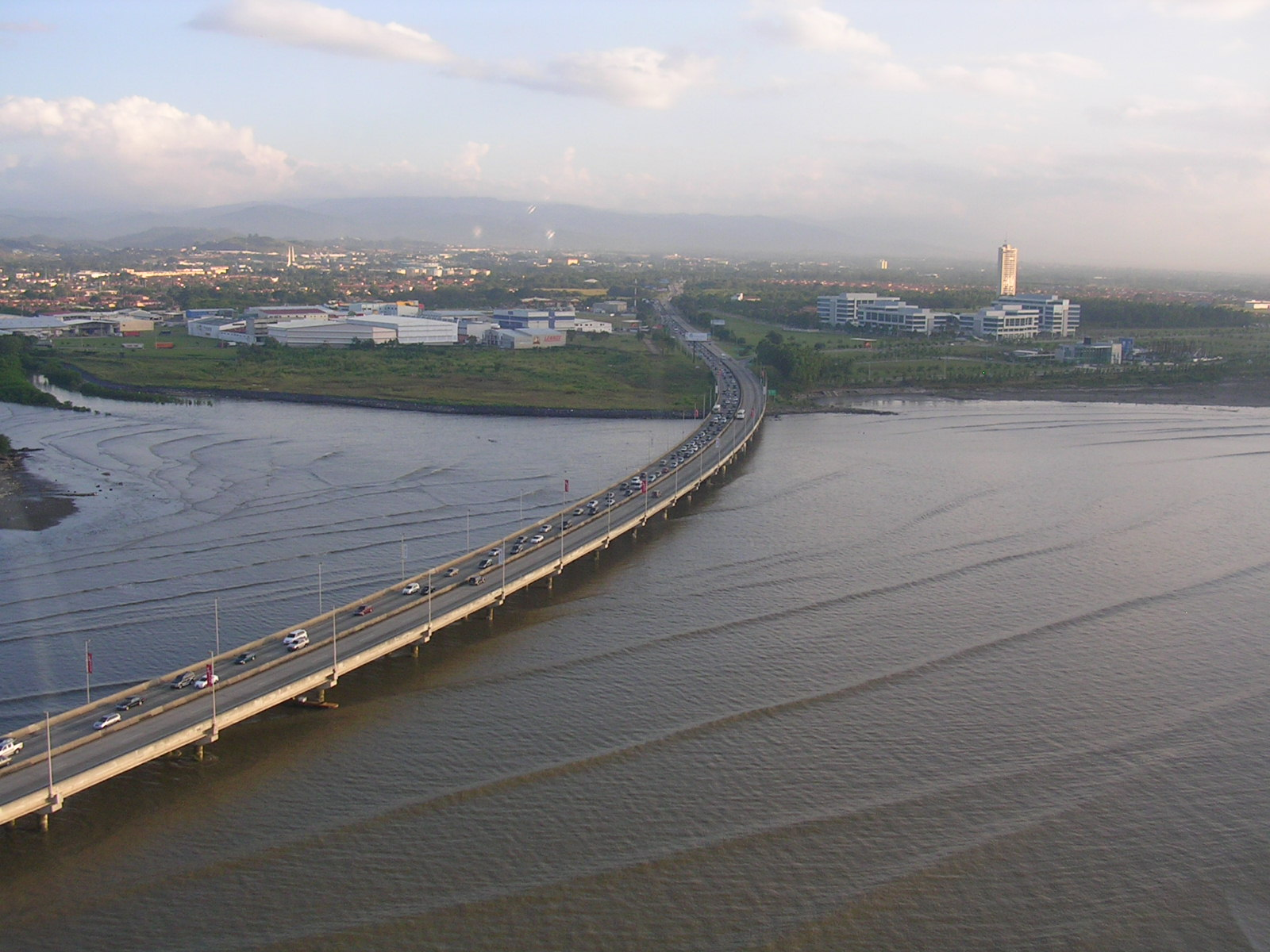
Corredor Sur: Superstrade
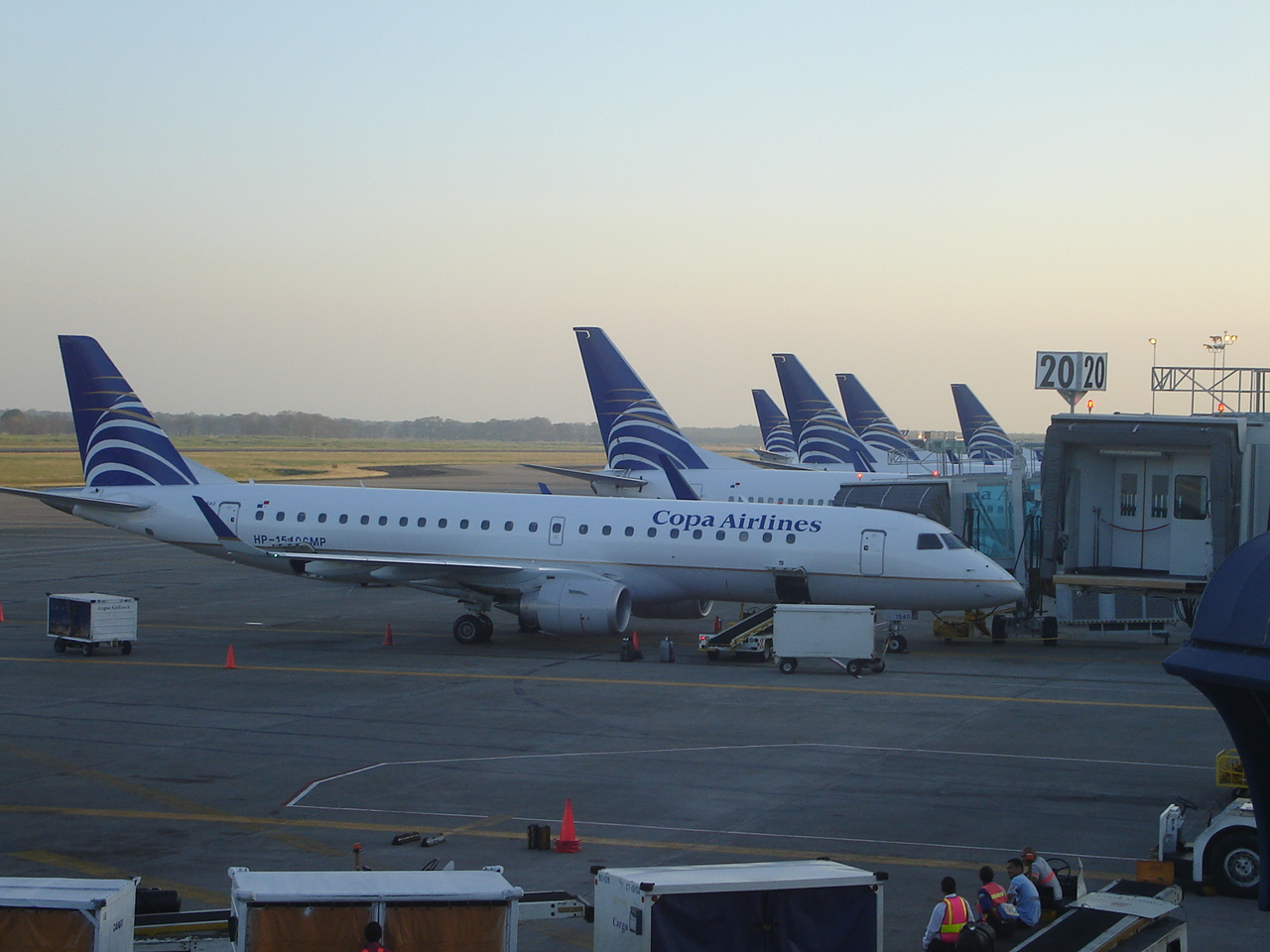
Aeroporto Internazionale di Tocumen
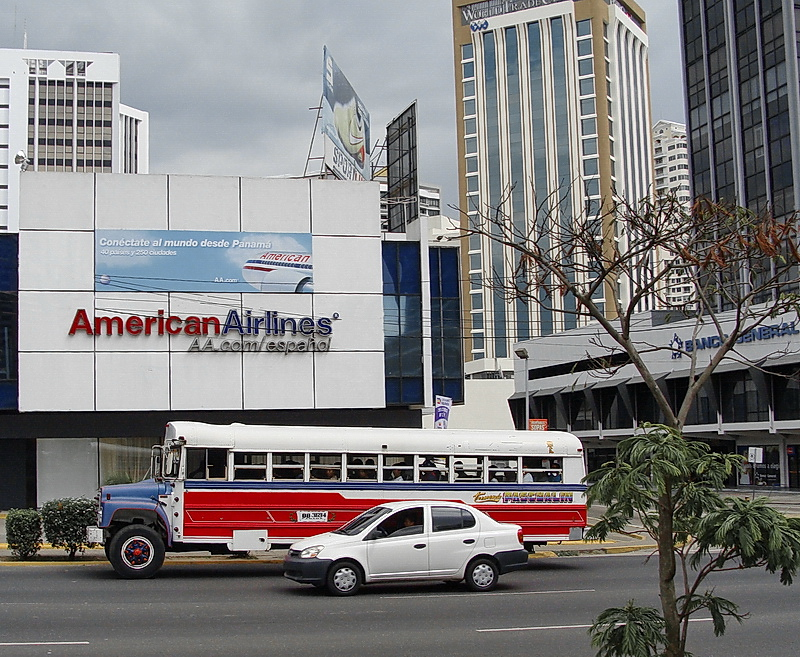
Autobus

## Amministrazione

### Gemellaggi
Panama è gemellata con le seguenti città:
- Madrid
- Taipei

## Galleria d'immagini

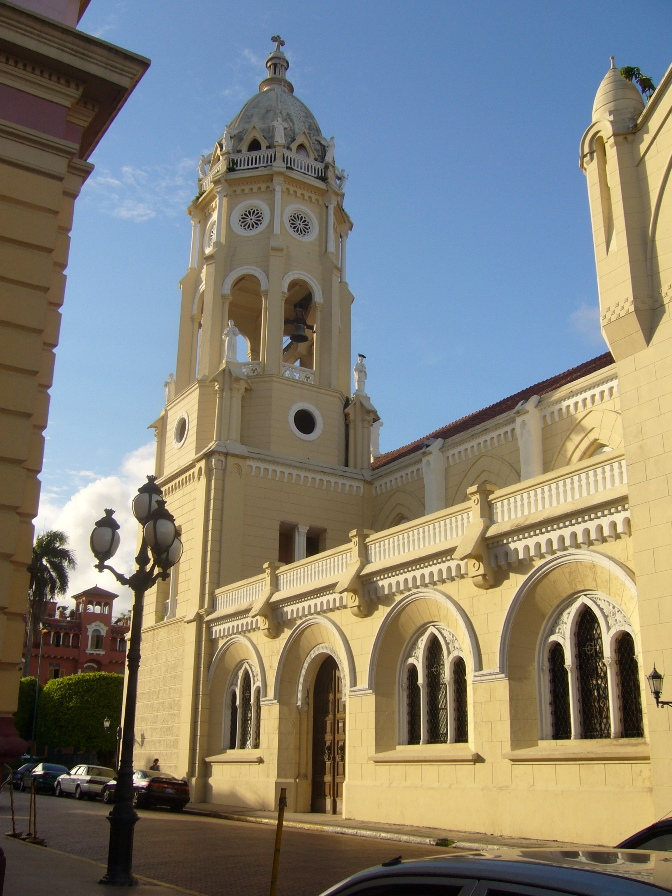
Chiesa di San Francisco
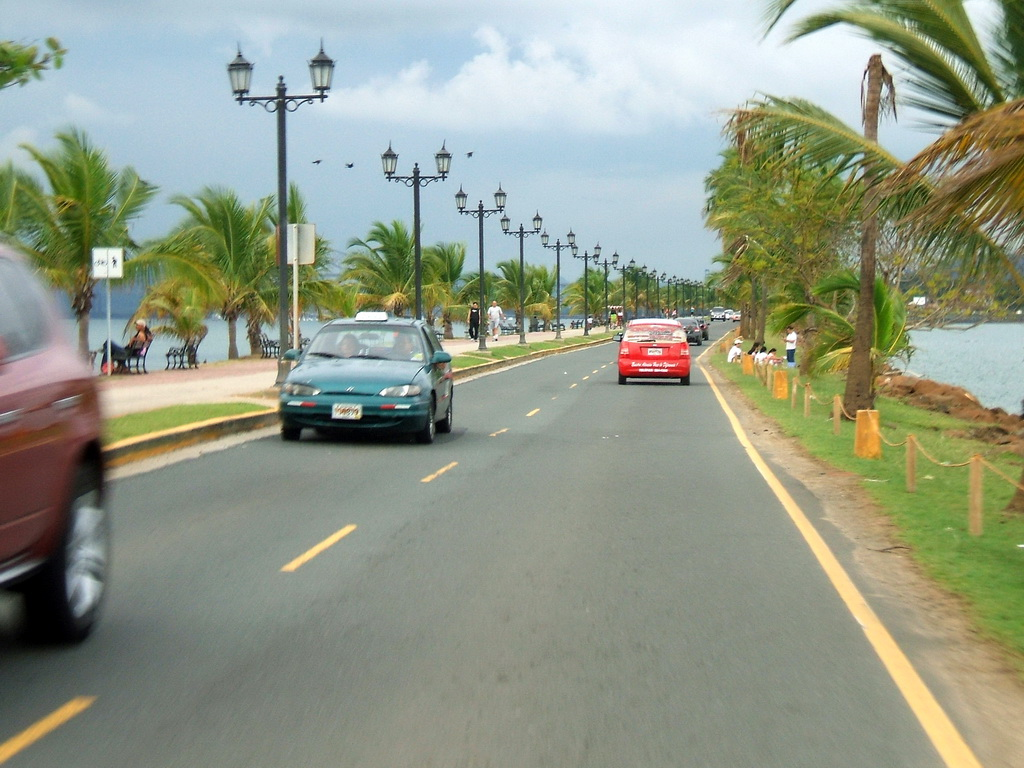
Strada sopraelevata che collega le isole Naos, Perico Flamenco con la terraferma
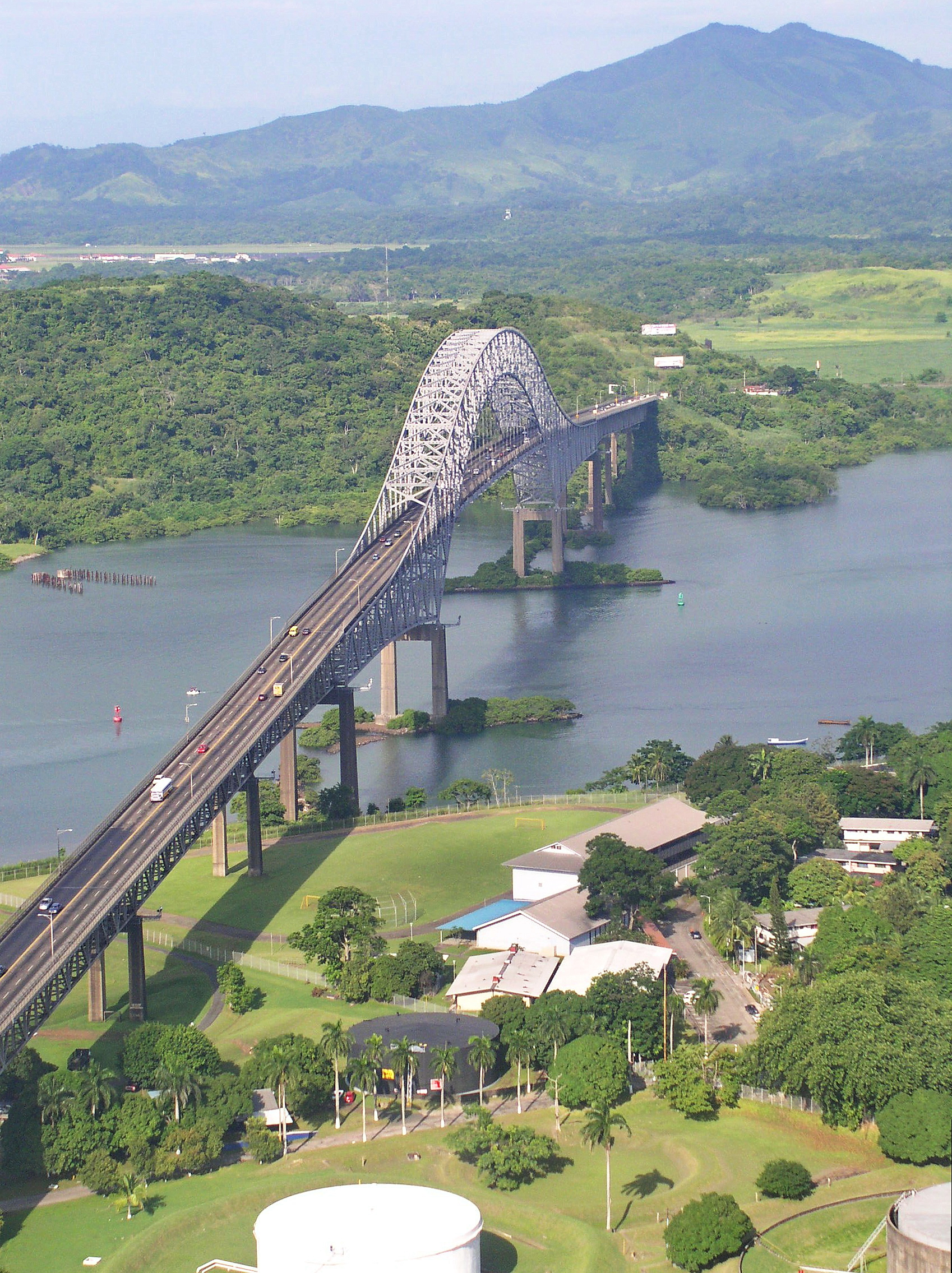
Puente de las Américas
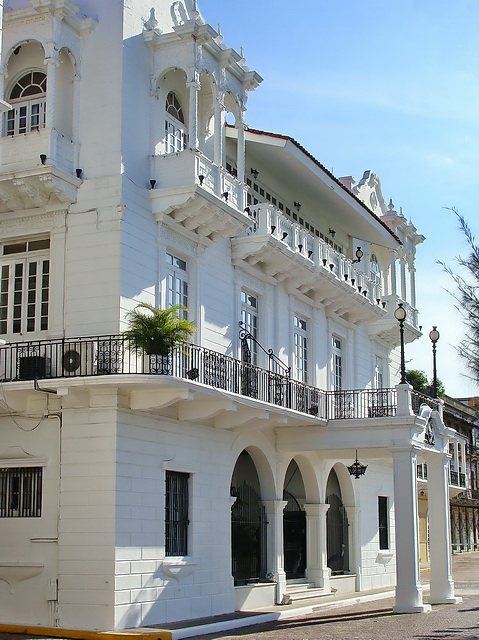
Palazzo Presidenziale
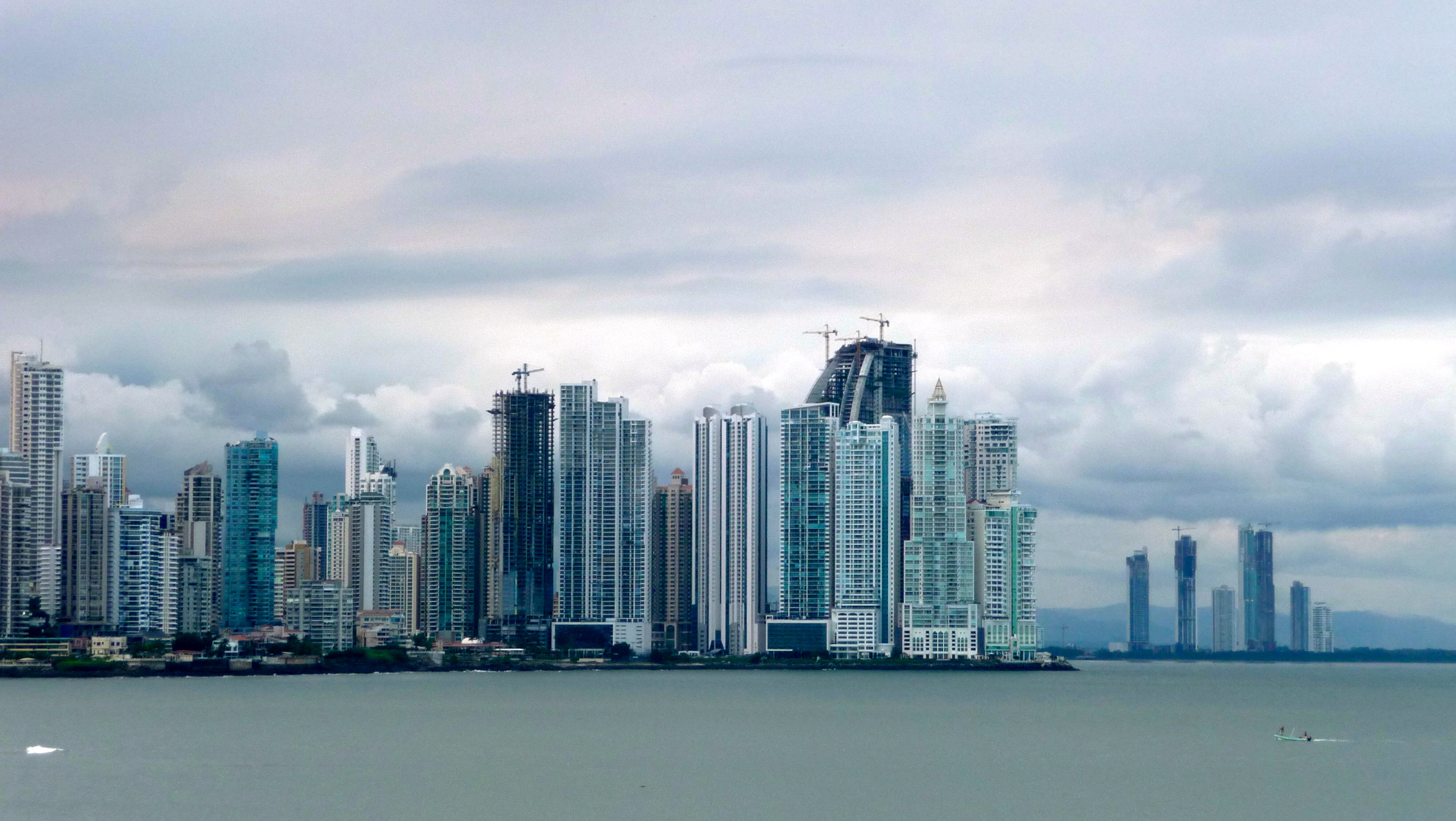
Skyline
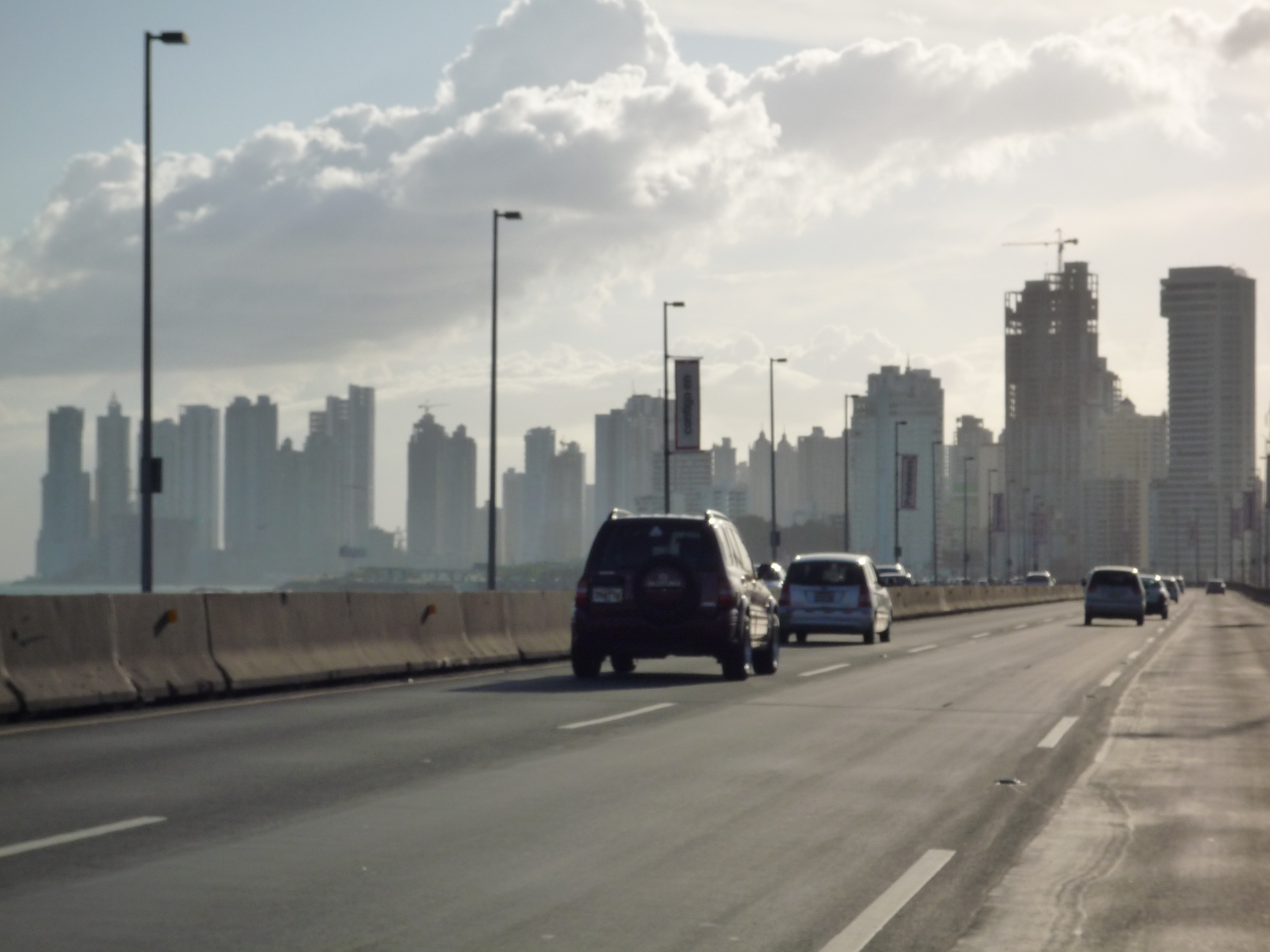
Corredor Sur
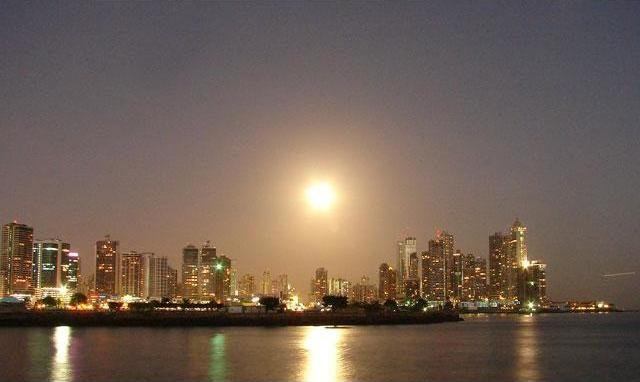
Baia di Panama
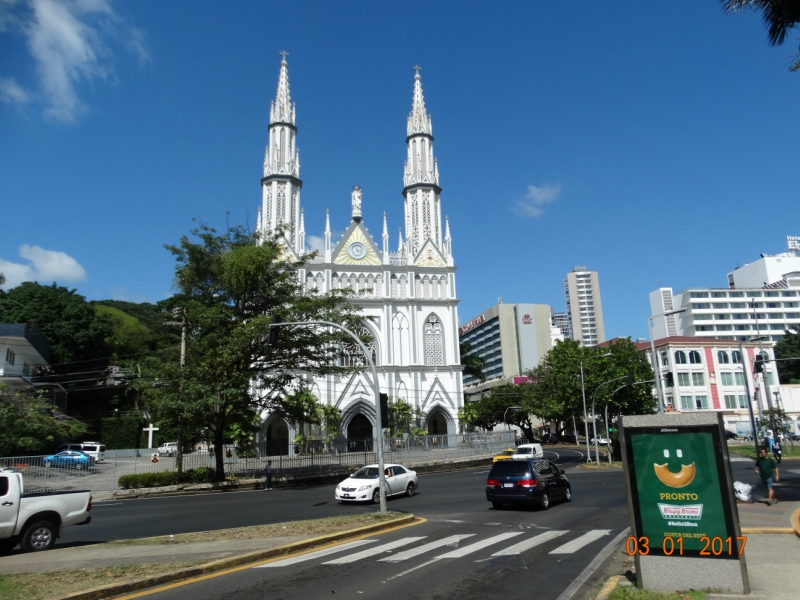
Chiesa Nuestra Sra. del Carmen
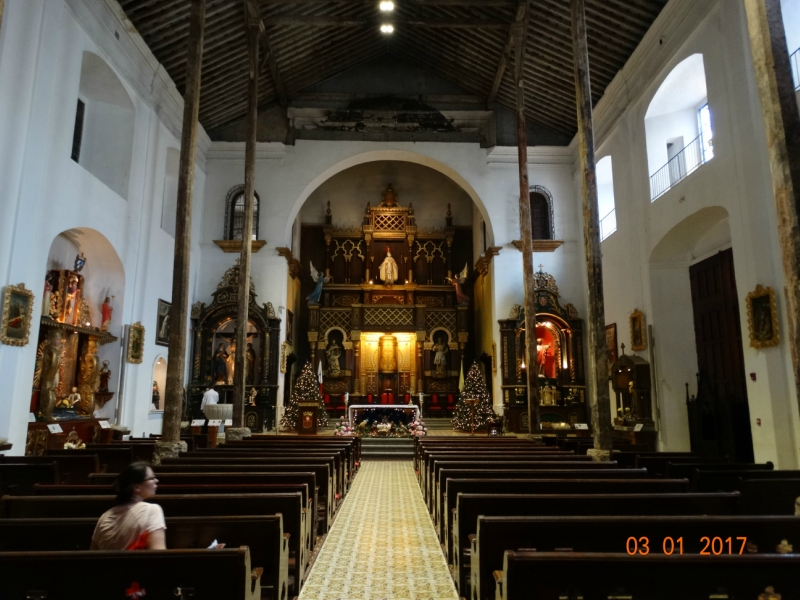
Vista interna in Chiesa di La Merced
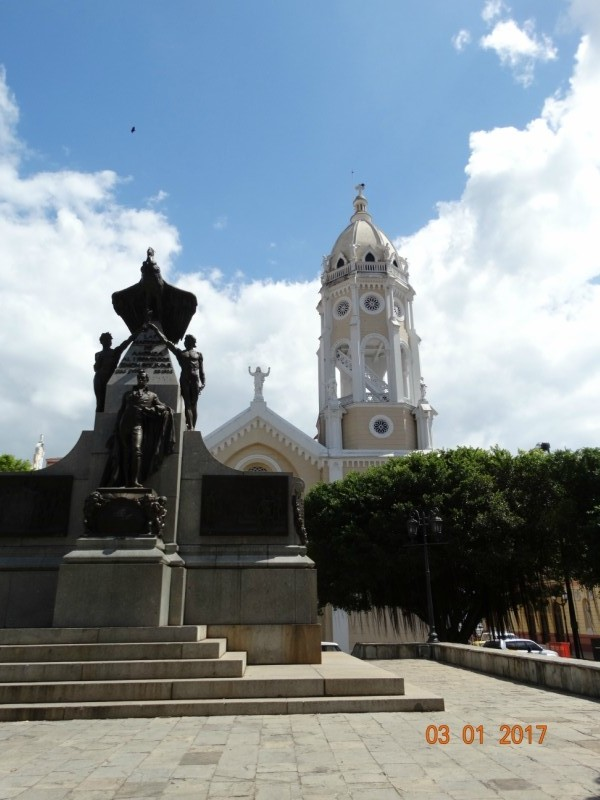
Plaza di Bolivar
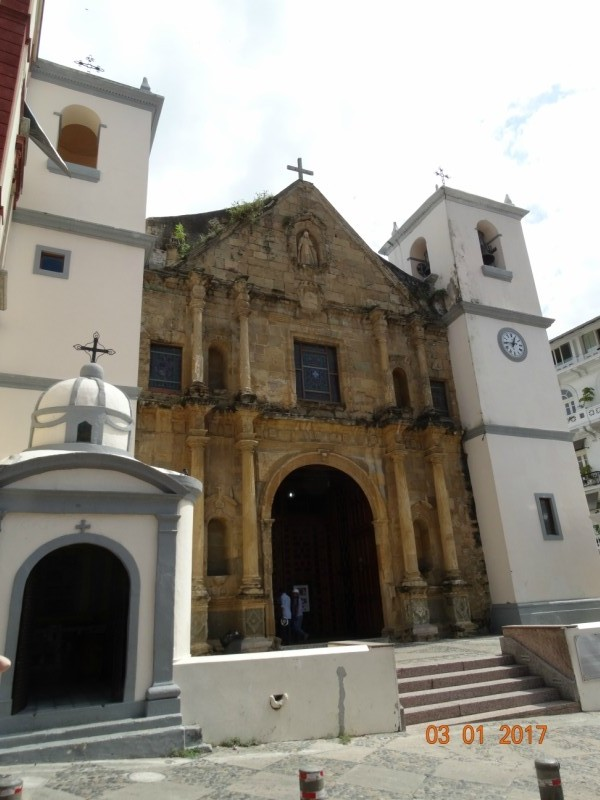
Chiesa di la Merced
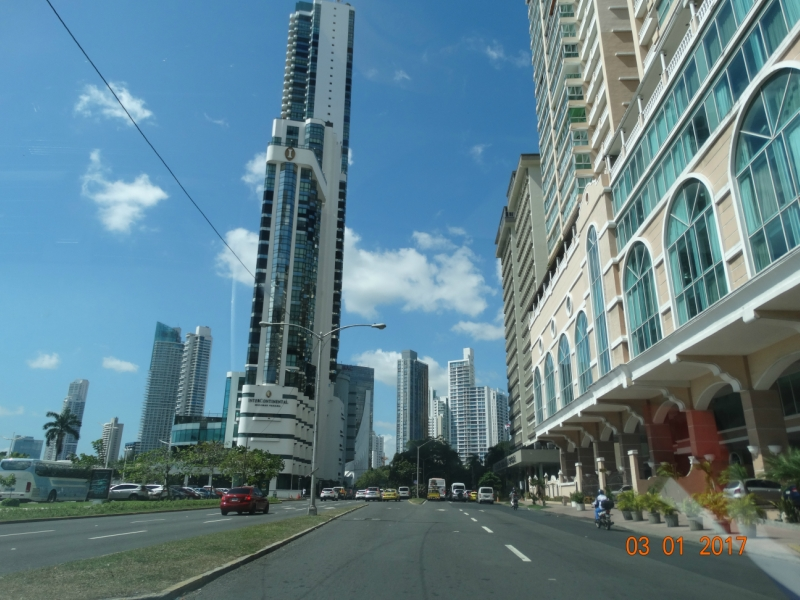
Vista stradale
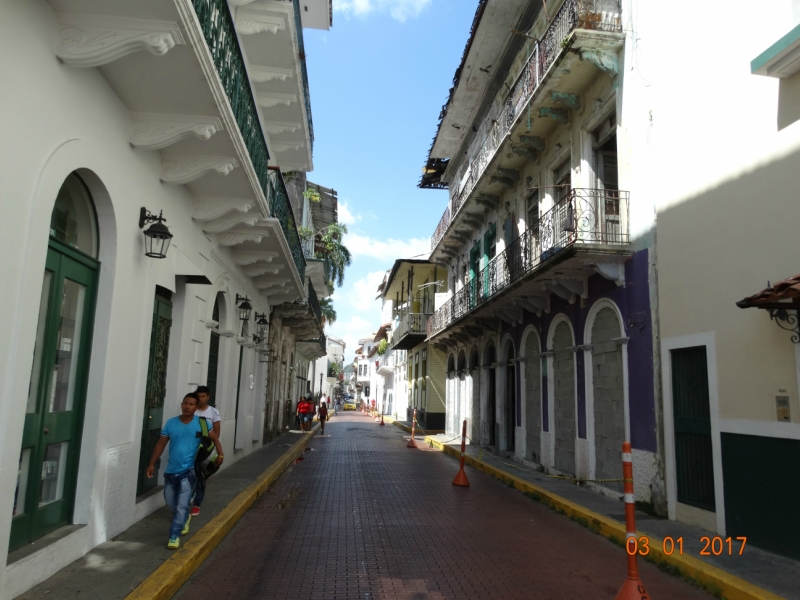
Strada nel centro storico